# Josef Lampersberger
Josef Lampersberger jun. (* 16. September 1912 in Degerndorf am Inn; † nach 1960) war ein deutscher SPD- und Gewerkschaftsfunktionär und aktiv im Widerstand gegen den Nationalsozialismus.
Josef Lampersberger war das zweite Kind der SPD-Mitglieder Josef Lampersberger sen. und Maria, geb. Wiesbeck. Er absolvierte eine Ausbildung zum Hotelkellner im Hotel Vier Jahreszeiten in München und wurde parallel dazu ehrenamtlicher SPD- und Gewerkschaftsfunktionär. Ab 1928 war er beim Reichsbanner. Ab 1931 bis zur Auflösung des Reichsbanners 1933 war er Reichsbannerführer in Aubing, einer Gemeinde westlich von München, die 1942 eingemeindet wurde. Zu dieser Zeit arbeitete er bei der Mitropa. Ab 1929 gehörte er dem Zentralverband der Hotel-, Restaurant- und Caféangestellten an.
Nach der nationalsozialistischen Machtübernahme gründete er zusammen mit Franz Faltner die Widerstandsgruppe Die Roten Rebellen. Sein Deckname war Jola. Zugleich übernahm er im Auftrag der Sopade, der Exil-SPD, Kurierdienste. Die Gestapo hatte dies mitbekommen und so musste er flüchten. Er setzte sich im September 1933 nach Eger in die Tschechoslowakei ab. Dort wurde er vom tschechischen Geheimdienst zur Zusammenarbeit aufgefordert, die er jedoch ablehnte. Stattdessen wurde er der Auslandsleiter der Roten Rebellen, die zahlreiche Aktivitäten entfaltete. Dabei arbeitete er eng mit Faltner zusammen, tarnte sich als Bahnkellner und fuhr in Bahnen nach Deutschland. 
Weiterhin organisierte er mit Faltner die Widerstandsgruppe, für die er ab 1934 Druckschriften herstellte. Sein Vater, der noch in Aubing wohnte, diente als Empfänger und Verteiler dieser illegalen Druckschriften. Am 27. April 1935 wurde Josef Lampersberger jun. in der Nähe von Eisenstein auf tschechoslowakischem Gebiet von deutschen Agenten entführt. Auf dem Weg nach München wurde er schwer misshandelt. Am 28. April wurde er in das Polizeigefängnis München/Ettstraße eingeliefert. Eine internationale Pressekampagne und Intervention der tschechoslowakischen Regierung führte dazu, dass er am 3. Mai 1935 wieder in die Tschechoslowakei entlassen wurde.
Im September 1938 wurde das Sudetenland aus der Tschechoslowakei herausgelöst und dem Deutschen Reich eingegliedert, am 15. März 1939 besetzte die deutsche Wehrmacht das rechtliche Tschechien.
Am 17. Februar 1939 wurde Lampersberger ausgebürgert. Im gleichen Jahr floh er über Paris und Amsterdam nach Großbritannien, wo er bis 1940 im Internierungslager Seaton inhaftiert war. Bis 1945 arbeitete er als Dolmetscher und Vernehmungsoffizier. Er blieb nach Kriegsende in Großbritannien. 1946 nahm Lampersberger die britische Staatsbürgerschaft an. Seit 1960 arbeitete er als Reiseleiter für ein Reisebüro.